# Ешилькёй
Ешилькёй (тур. Yeşilköy; до 1926 года известен как Айос-Стефанос греч. Άγιος Στέφανος или Сан-Стефано) — район Стамбула, административно относится к Бакыркёй. До 1907 года портовое местечко, западный пригород Константинополя, прославившееся подписанием 19 февраля (3 марта) 1878 года Сан-Стефанского мирного договора между Российской и Османской империями, завершившего Русско-турецкую войну 1877—1878 годов.
Придуманный при кемализме топоним «Ешилькёй» в переводе с турецкого языка означает «Зелёная деревня».

## История

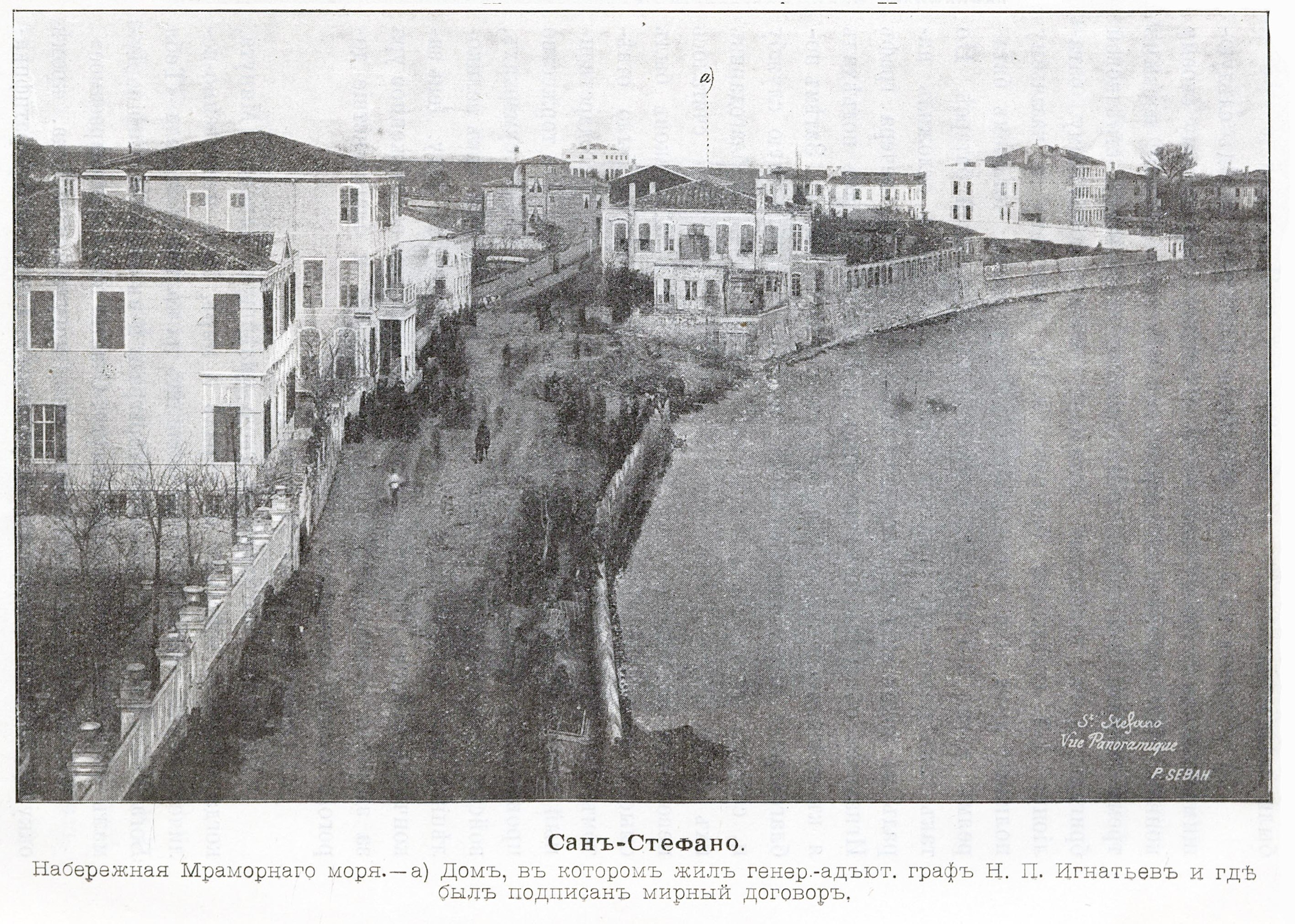
Сан-Стефано. Дом, в котором был подписан мирный договор (обозначен буквой "а").

Дом главнокомандующего, великого князя Николая Николаевича

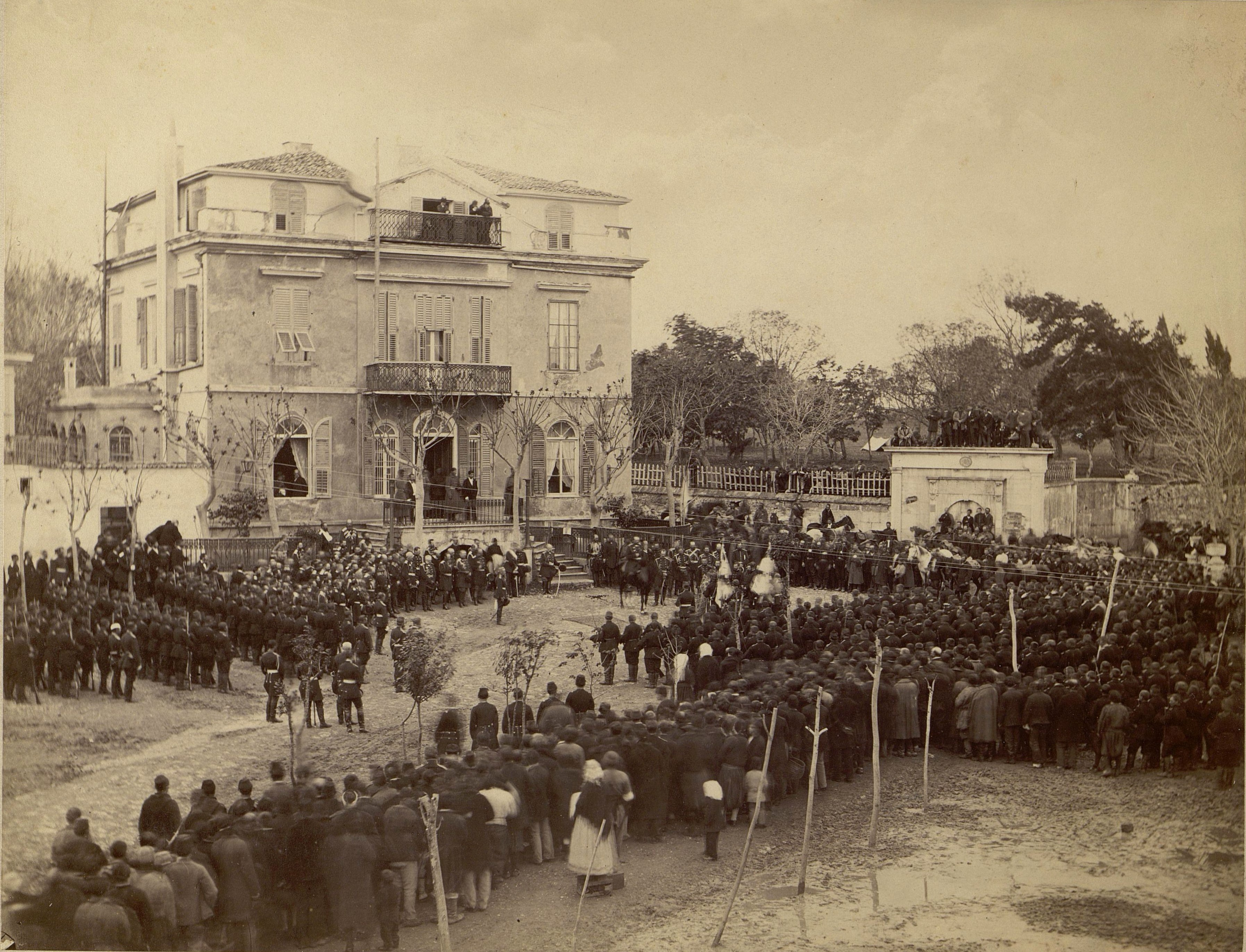
Сан-Стефано. Дом главнокомандующего, великого князя Николая Николаевича

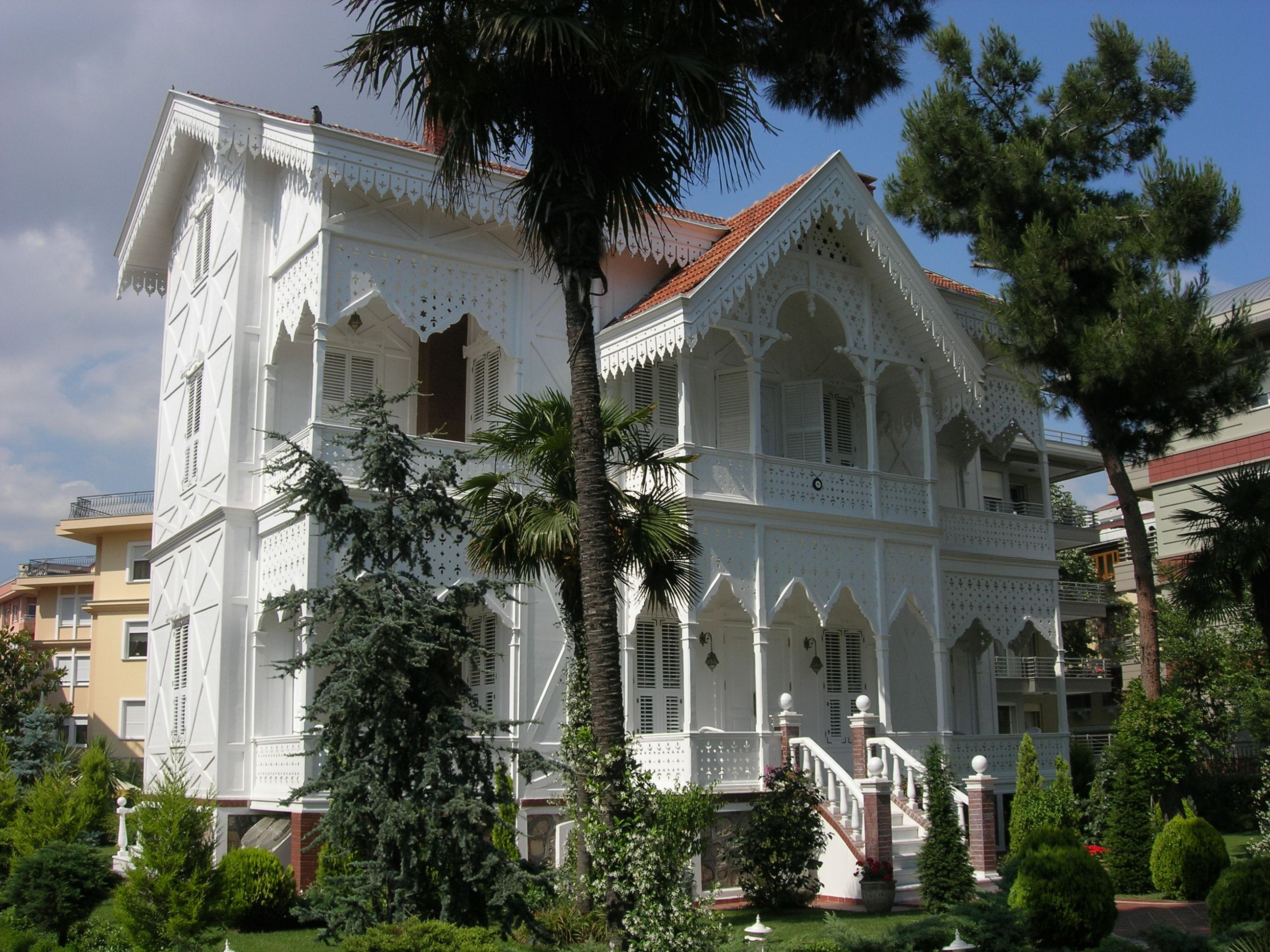
Дом главнокомандующего, великого князя Николая Николаевича

Первоначальное название — Сан-Стефано (греч. Άγιος Στέφανος, Айос-Стефанос, в переводе — Святой Стефан) происходит от легенды, гласящей, что в византийские времена, корабль, перевозивший часть мощей святого Стефана из Константинополя в Рим, был вынужден прервать плавание из-за шторма. Мощи были доставлены в церковь в рыбацкой деревушке на время, пока море не успокоится. Это и дало название церкви и деревушке.
В 1203 году, на берег этой местности высадилась армия Четвертого крестового похода, впоследствии захватившая и разграбившая Константинополь.
Во время Крымской войны, здесь были размещены французские силы, которые построили один из трёх исторических маяков в Константинополе; маяк до сих пор работает.
12 февраля 1878 году здесь остановились русские войска, продвигавшиеся с запада к Константинополю, и 19 февраля (3 марта) 1878 года был подписан Сан-Стефанский мир между Российской и Османской империями, завершивший Русско-турецкую войну 1877—1878 годов.

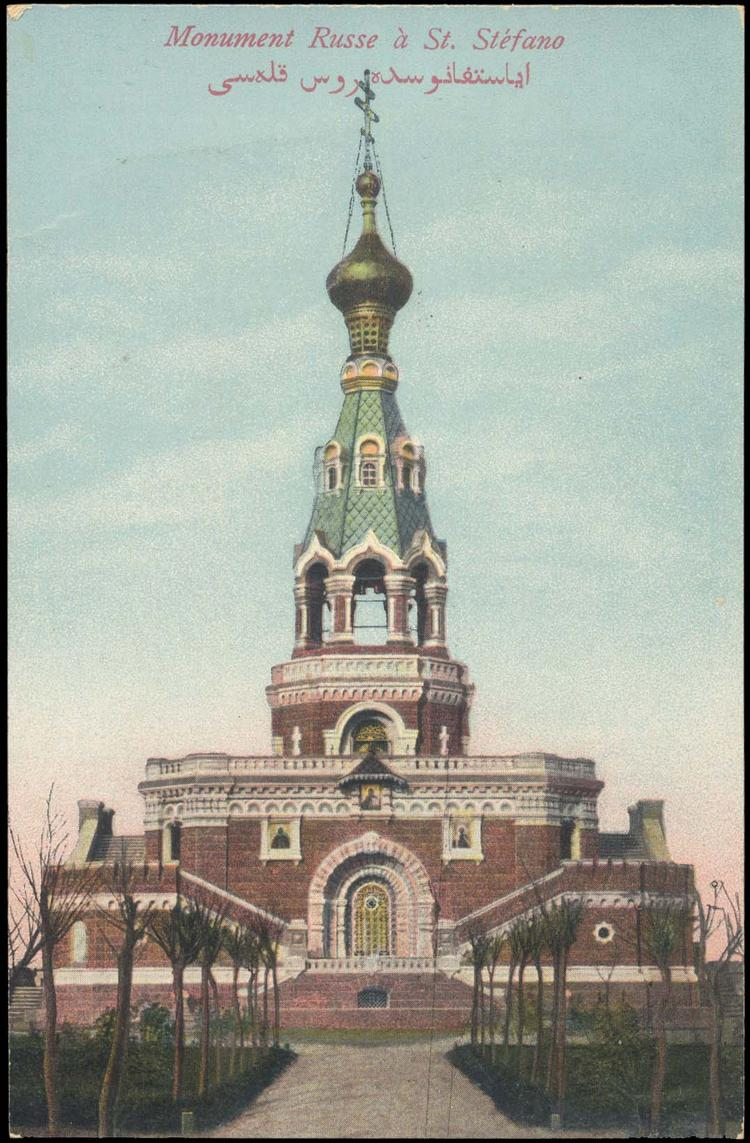
Храм в Сан-Стефано

В 1909 году в Яхт-клубе Сан-Стефано было принято решение членами комитета «Единение и прогресс» направить султана Абдул-хамида II в изгнание в Салоники.
10 июля 1894 года Константинополь испытал сильное землетрясение, толчки которого продолжались три дня. От землетрясения пострадало и Сан-Стефано. Море отступило на 100 метров от берега и образовались гигантские волны, которые опустошили побережье. Были разрушены доки, деревянные конструкции, повреждены много домов, и даже железнодорожные пути.
6 (18) декабря 1898 года, в день тезоименитства императора Николая II, в Сан-Стефано настоятелем российской посольской церкви в Константинополе архимандритом Борисом (Плотниковым) в присутствии бывшего Иерусалимского Патриарха Никодима, великого князя Николая Николаевича, членов российского императорского посольства и высших османских сановников был торжественно освящён храм-памятник русским воинам, погибшим в 1878 году. Мемориал был уничтожен в ноябре 1914 года. Снос заснял на киноплёнку Фуат Узкынай, что считается рождением турецкого кинематографа.

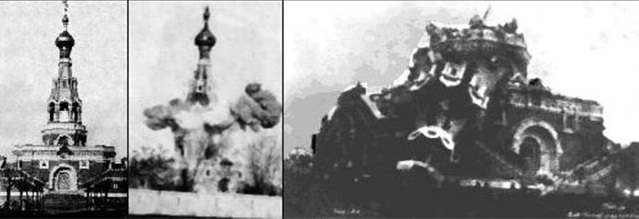
Разрушение русского памятника в Сан Стефано в 1914 г.

В 1912 году, во время Балканских войн, тысячи солдат больные холерой были привезены сюда, и около 3000 из них умерли и были похоронены рядом с железнодорожной станцией.
Район Константинополя с 1907 года, в 1926 году переименован в Ешилькёй. Существует версия, что название Yeşilköy было предложено жившим здесь писателем Халитом Зиёй Ушаклыгилем.
В декабре 2012 г. во время встречи премьер-министра Турции Эрдогана и Президента РФ Путина было подписано «Соглашение между Правительством Российской Федерации и Правительством Турецкой Республики о местах российских захоронений на территории Турецкой Республики и турецких захоронений на территории Российской Федерации», по которому турецкая сторона соглашалась на воссоздание храма-памятника; в феврале 2013 г. на заседании Московского областного отделения Императорского православного палестинского общества (ИППО) была создана рабочая группа, которая занялась изучением проблемы, подготовкой концепции и оформлением необходимой документации. В марте 2013 г. турецкие власти официально дали разрешение ИППО восстановить мемориал.

## Население и религии
В XIX и начале XX веков Сан-Стефано было любимым морским курортом высшего света османской столицы и имел смешанное население: турки, греки (в настоящее время почти полностью эмигрировали), армяне и леванти́нцы. Это отразилось на современном космополитическом характере района.
В Ешилькёй тесно соседствуют разные религии, в основном мусульманская и христианская. Имеются две небольших мечети; три церкви, посвященные св. Стефану: православная, армянская и католическая церковь. Во время христианских праздников дома и магазины украшены рождественскими ёлками, пасхальными картинками, соседи обмениваются подарочными корзинками с красным вином.

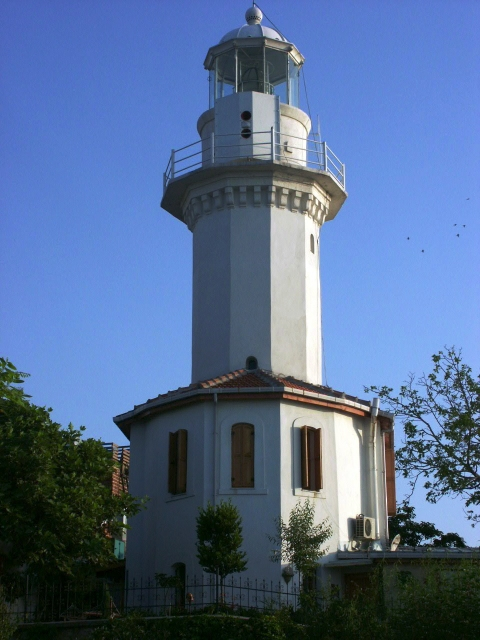
Маяк в Ешилькёй (Ешильюрт)

8 января 2019 года мэр Бакиркёя Бюлент Керимоглу заявил о начале строительства в Ешилькёй церкви для сиро-яковитской общины, сформировавшейся в столице из сирийских беженцев.

## Ешилькёй сегодня
В районе Ешилькёй проживает в основном богатое население Стамбула. Недвижимость отличается высокой стоимостью и в основном передаётся из поколения в поколение. Бережливо сохраняются дома деревянного модерна, построенные в период с конца XIX и начала XX веков. Архитектура района отличается дачным стилем, дома преимущественно 2-3-этажные, с живописными двориками.
Имеются три залива с песчаными пляжами, набережная, кафе, рестораны.
Примыкает к району Ешилькёй, небольшой район Ешильюрт (тур. Yeşilyurt). Чёткие границы и отличия между ними давно стерлись и принято обобщать их как Ешилькёй. С другой стороны соседствует район Флория (тур. Florya).
К этому же району относится и один из крупнейших аэропортов в Турции — Международный аэропорт имени Ататю́рка.

## Достопримечательности
Музей авиации

## Галерея

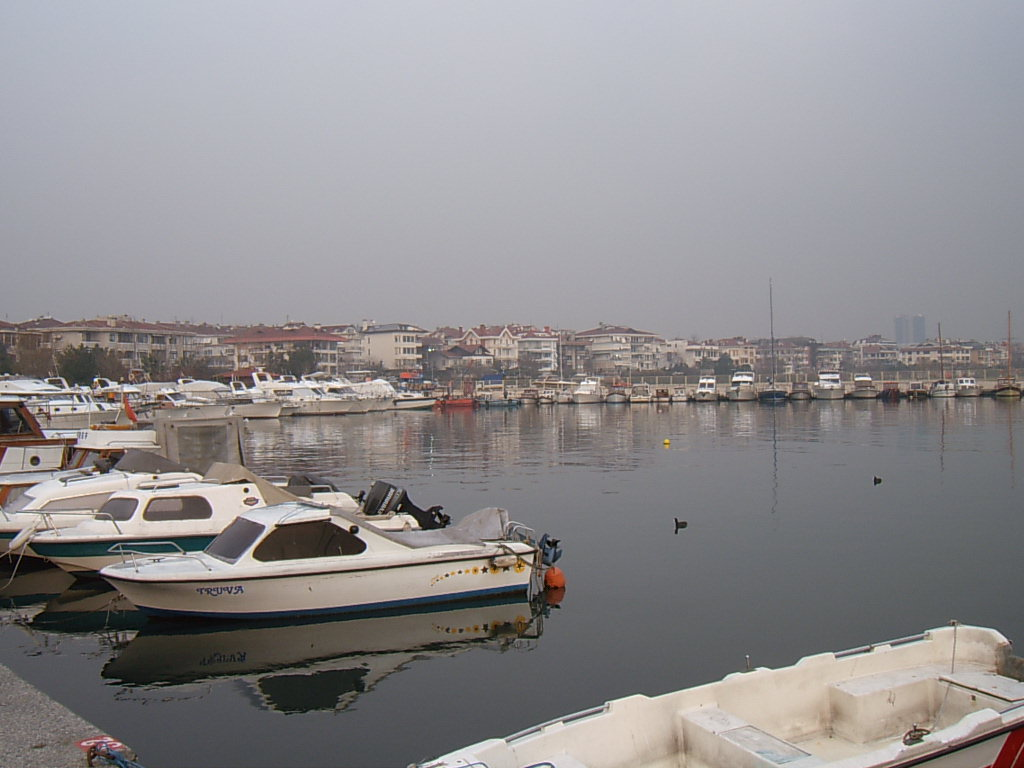
Марина Ешилькёя
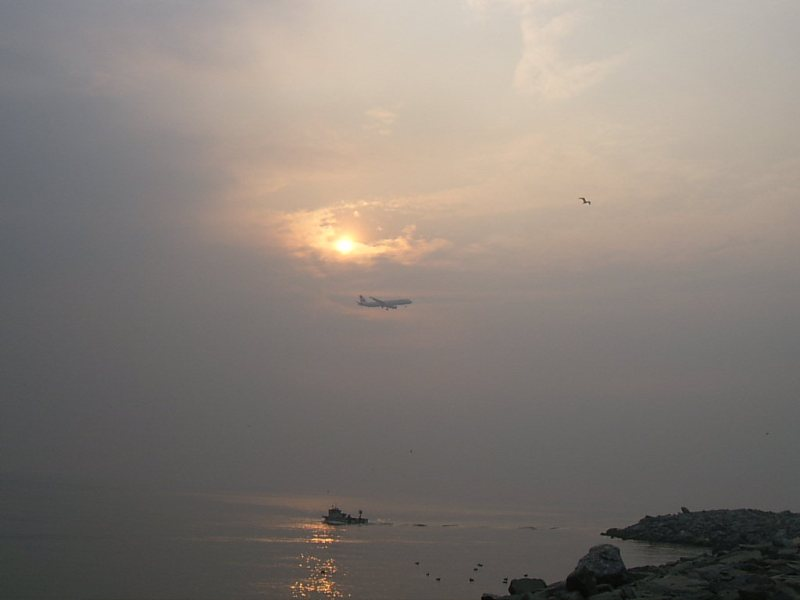
Вид на Мраморное море из Ешилькёя
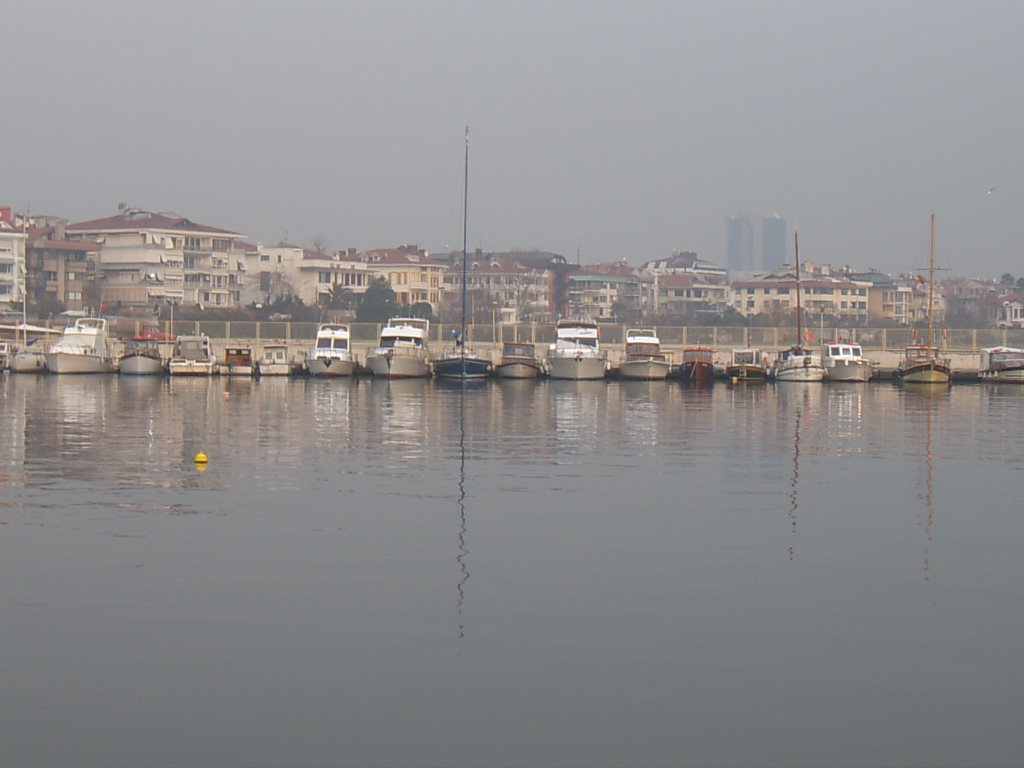
Марина Ешилькёя
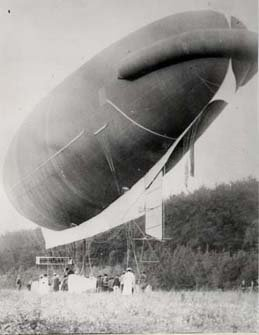
Авиационная база Ешилькёй в 1911 году